# Изобразительное искусство Беларуси
Изобразительное искусство Беларуси разнообразно по стилям, направлениям и жанрам. Самые интересные произведения белорусской живописи, гравюры и скульптуры различных эпох можно увидеть в художественных музеях страны.
Крупнейшим собранием произведений искусства обладает Национальный художественный музей Беларуси. Он активно пропагандирует национальное искусство. Здесь постоянно проходят выставки произведений белорусских художников.
Интересные коллекции произведений белорусского искусства находятся в Витебском областном художественном музее, Могилевском областном художественном музее, Полоцкой художественной галерее.
Во многих районных центрах Белоруссии есть художественные галереи, где можно увидеть работы местных художников.

## Графика

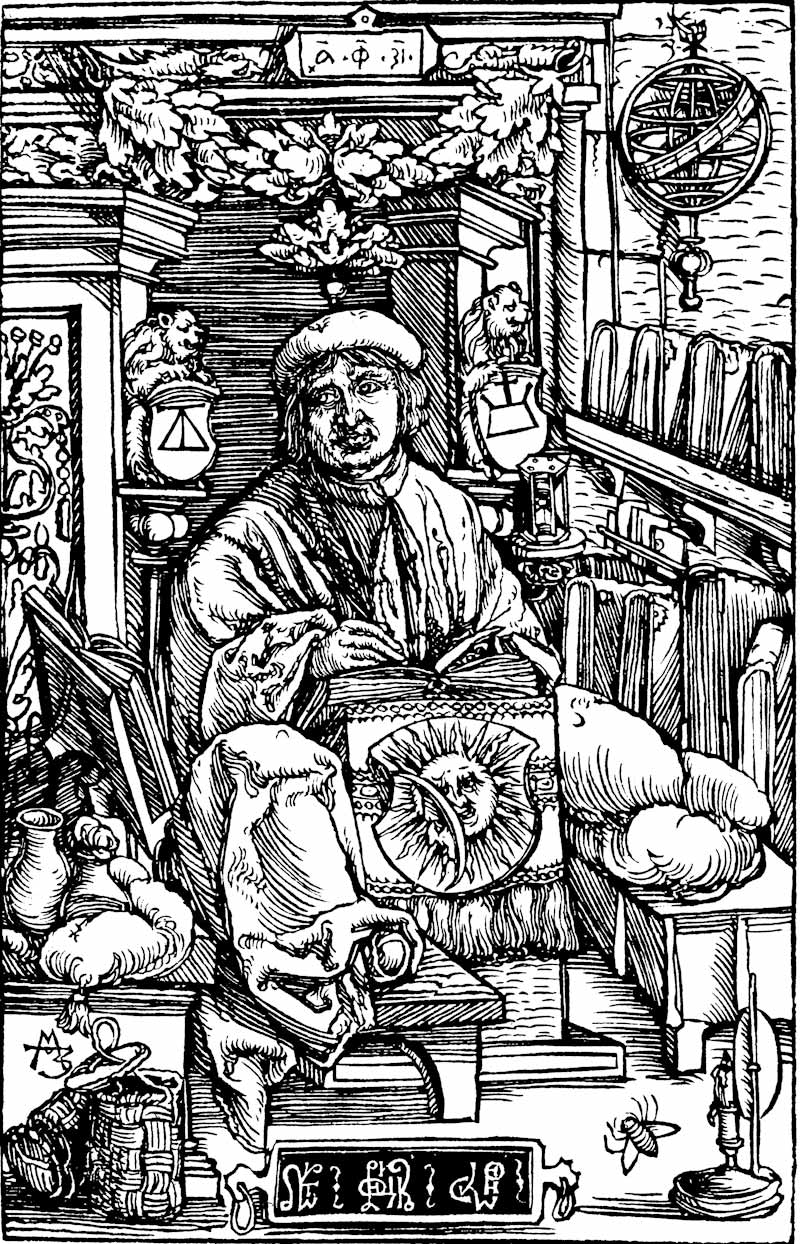
Франциск Скорина

В Беларуси графика известна с XI—XII веков, когда гравюрами украшали религиозные рукописные книги (Оршанское Евангелие, Полоцкое Евангелие, Туровское Евангелие и др.). В связи с началом и расширением книгоиздательской дела (деятельность Ф. Скорины и его последователей) возникла печатная графика. В XVII—XVIII в. расширился диапазон графики в книжном искусстве Беларуси.

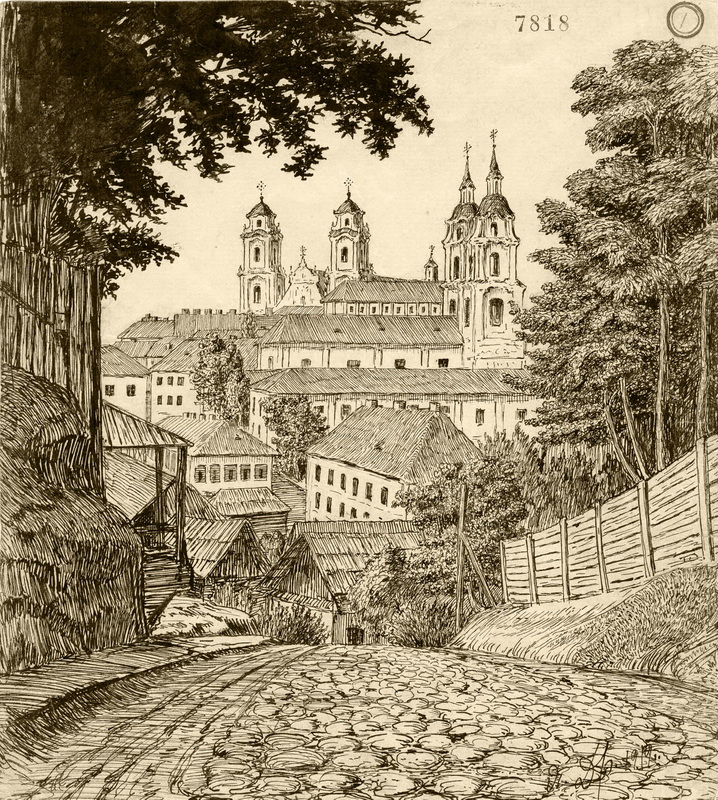
Минск, Троицкая гора, Язеп Дроздович, 1919

С XIX в. графика начала использоваться в газетно-журнальных изданиях. В первой трети XX в. быстро и плодотворно развивались издательская (ее известные представители — Я. Дроздович, А. Ахола-Вало, М. Филиппович, Б. Малкин и др.). и станковая графика (А. Астапович, Е. Минин, З. Горбовец и др.). В 1927 г. лучшие образцы белорусской книжной графики демонстрировались на международной выставке в Лейпциге. С 1930-х гг. искусство графики находилась в упадке.
В 1960-1970-е гг. мастера белорусской графики (А. Кашкуревич, В. Шарангович, Г. Поплавский, Е. Кулик, Н. Купава, В. Басалыга, М. Басалыга) заинтересовались традициями народного искусства, начали уделять больше внимания историко-культурному наследию белорусского народа. В 1980—1990-е года наибольших успехов белорусская графика достигла в оформлении книг для детей и юношества (В. Славук, Н. Селещук, В. Савич, Н. Рыжий, Т. Березенская и др.).
В XXI веке белорусскую графику успешно представляют такие молодые художники, как Юрий Яковенко, Павел Татарников, Роман Сустов, Андрей Ярошевич, Тамара Шелест и др.

## Живопись
В Беларуси живопись как самостоятельный вид искусства начала формироваться в XI—XII в. Развивалась под значительным влиянием византийского изобразительного искусства (фрески Полоцкой Спасо-Ефросиниевской церкви и др.).
Монументальной живописи периода феодализма сохранилось очень мало, но из архивных и литературных источников известно, что многие дворцы и храмы этого периода были украшены фресковой росписью, например, княжеские дворцы в Вильне, Троках, Полоцке, Гродно, Витебске; церкви в Мурованке, Сынковичах, Супрасле, костел в Ишкольди, стены, своды и столбы которого были украшены фигурами различных святых особ, орнаментом.

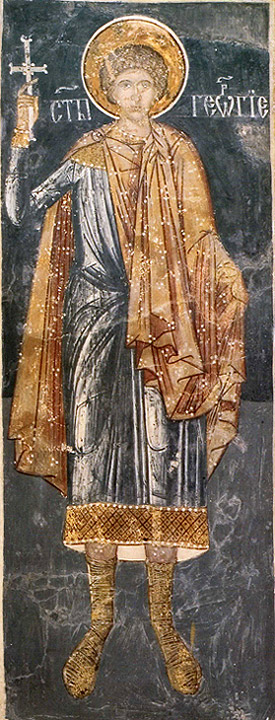
Святой Георгий. Фреска из Благовещенской церкви в Супрасле

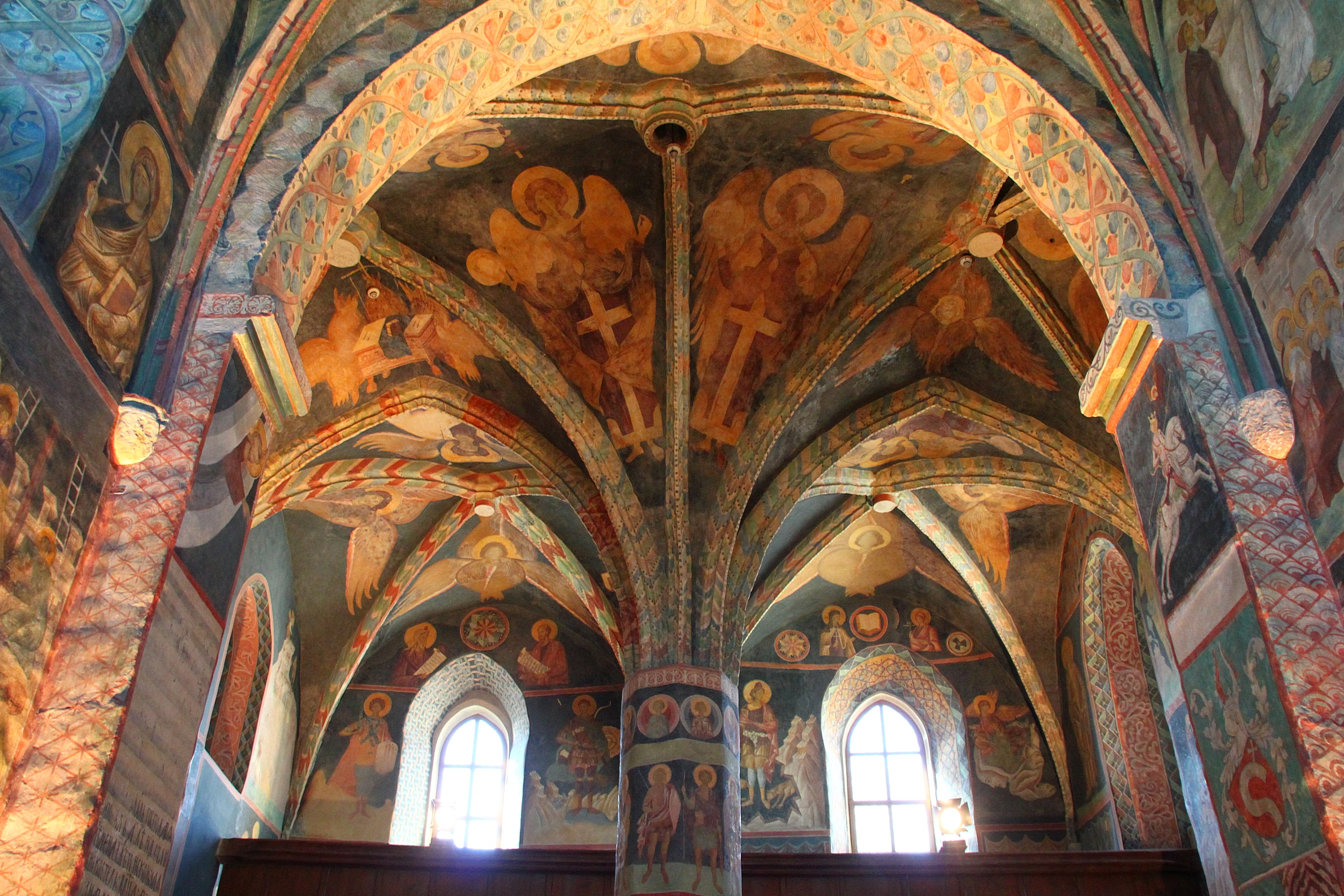
Росписи люблинской часовни Св. Троицы

В то же время сохранились многие созданные белорусскими мастерами фрески в сооружениях, которые в наше время оказались на территории Польши. В первые годы правления Ягайло в Польское королевство были приглашены мастера из русских земель. Так, например, из Вильна Ягайло привез 11 русских мастеров, а по преданию его придворным живописцем был Якуб Венджык из Беларуси. Польский историк Ян Длугош писал, что король Владислав перед латинским языком и искусствами отдавал предпочтение русскому. Византийская традиция XV—XVI в. представлена циклами раскрасок в храмах на территории современной восточной Польши: церкви-коллегиаты в Вислице (1430-е г.), часовни Св. Троицы в Люблинском замке (1418), костелов в Сандамире (1430-е г.), Благовещенской церкви Супрасля (художник Некторый Сербин?, 1557). Эти ансамбли отличаются от романо-готических памятников наличием полного комплекса фресок, которые покрывают, по византийскому канону, своды и стены храмов.
Белорусская монументальная живопись XIV-XVI вв. является естественным продолжением традиций живописи Киевской Руси и сохраняет черты византийского искусства: монументальность, изысканный колорит, гармоничные пропорции и точный рисунок. Но наряду с этим направлением широкое развитие получает живопись, тесно связанная с демократическими художественными идеалами, созданная под непосредственным воздействием фольклорно-поэтических представлений о красоте.
Общим для искусства этого периода является идейно-образное начало, где главное место принадлежит духовному мира человека, что оказывает влияние на эволюцию и самой художественной речи, которая становится более доходчивой. Усиливается экспрессия, нарастает драматизм. Образы святых разделяются реалистичными, нередко массивными чертами, высокими морально-этическими качествами.
В XVI—XVIII в. имел место расцвет портретного жанра (например, портреты князей, митрополитов и др.). На протяжении XVIII—XIX в. в белорусской живописи проявились черты классицизма, реализма, романтизма (произведения Ю. Олешкевича, В. Ваньковича, Я. Дамеля, Я. Суходольского). Патриотические идеи, социальные мотивы отразились в близком к реализму творчестве К. Альхимовича (картины «На этапе», «Похороны Гедимина»), Н. Силивановича («Солдат с мальчиком»), Я. Сухадольскага («Битва при Грюнвальде») и др. В начале XX в. творчество М. Шагала и К. Малевича положило начало искусству авангарда в Витебске. Традиции национальной истории и культуры нашли отражение в творчестве Я. Дроздовича, М. Филипповича, П. Сергиевича, М. Севрука и др. На протяжении 1950—80-х годов главную тематическую линию белорусской живописи составляло осмысление сущности и последствий бывшей войны (партизанский цикл и серия «Цифры на сердце» М. Савицкого, «3 июля 1944 года» В. Волкова, «Защитники Брестской крепости» И. Ахремчика, «Партизаны в разведке» Е. Тихановича и др.). С 1960-х годов в живописи преобладали обобщенность форм, символичность и монументальность образов, так называемый «суровый стиль» (произведения М. Савицкого, В. Стельмашонка, Г. Ващенко, В. Ткачева и др.). Важное место в живописи занимала тема духовного и историко-культурного наследия Белоруссии («Кастусь Калиновский» А. Гугеля и Р. Кудревич, произведения Л. Щемелева, А. Марочкина, Г. Ващенко и др.). В 1970—1990-е годы в живописи активизировались творческие поиски, эксперименты художников, расширился абстрактно-ассоциативный метод, усилилась художественная экспрессия (произведения А. Ксёндзава, В. Ольшевского, Феликса Янушкевич, Р. Заслонова, А. Задорина и др.), усложнился изобразительный язык монументального и монументально-декоративного искусства. Современная белорусская живопись представлена такими персоналиями, как Анна Силивончик, Василий Пяшкун, Ольгерд Малишевский, Раиса Сиплевич, Андрей Савич и др.

### Акварель

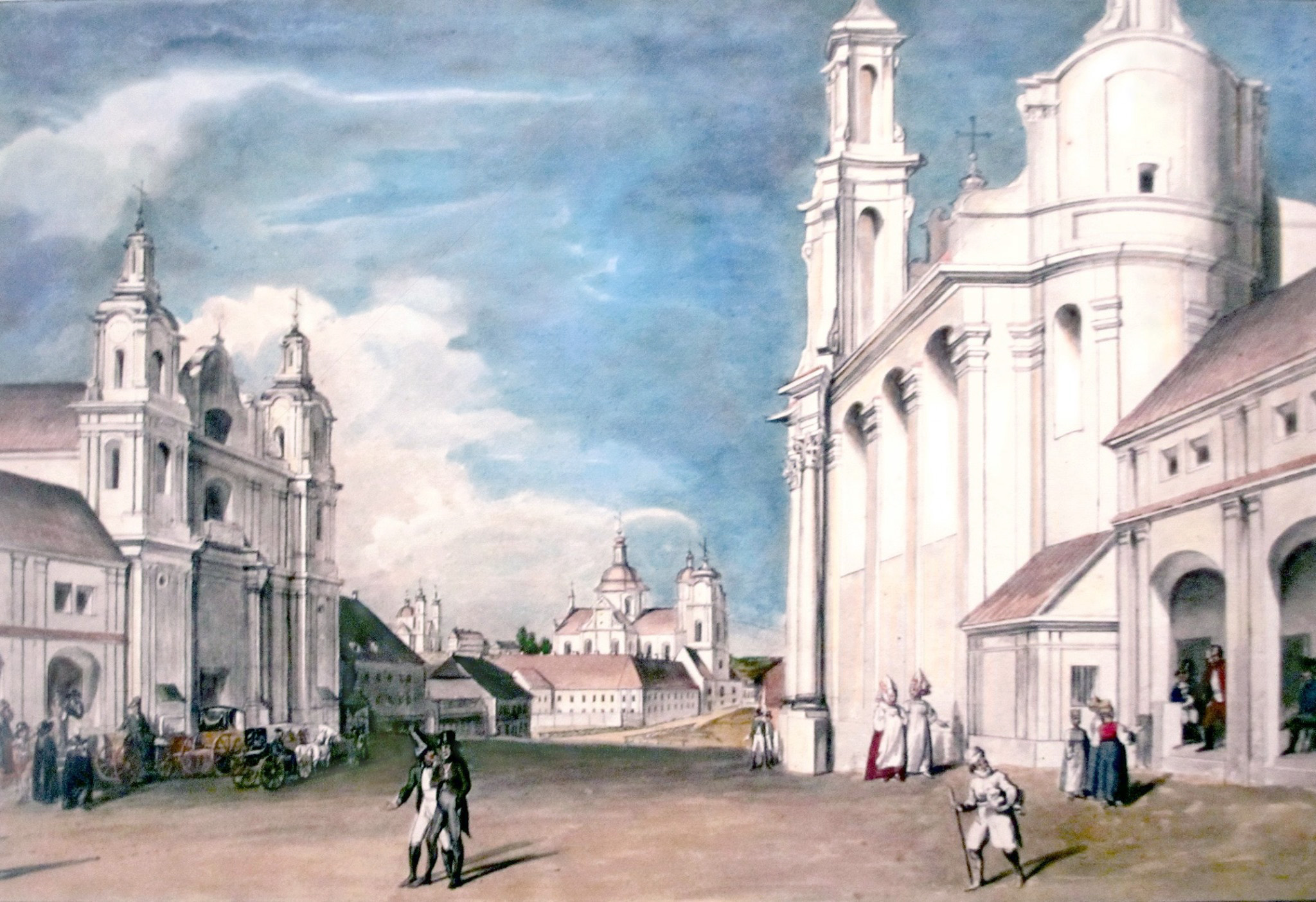
Рыночная площадь Витебска на акварели Ю. Пешки, XIX в.

Есть мнение, что на территории Беларуси акварель использовалась с XV в. в миниатюрах Радзивиловской летописи, в XVII-XVIII в. — для раскраски гравюр (например, иллюстрации к «Брашна духовного», 1639, Кутеинская типография). С XIX века приобрели широкую известность акварельные изображения памятников белорусского зодчества, выполненные Ф. Смуглевичом, Н. Львовым, М. Ивановым. В XIX — нач. XX в. в технике акварели изображали жанровые сцены и пейзажи Л. Альперович, С. Богуш-Сестренцевич, Г. Вейсенгоф, Я. Дамель, К. Костровицкий (Карусь Каганец), М. Кулеша, Н. Орда, Ю. Пешка, Ф. Рущиц. В 1920—1930-е годы акварель активно использовали А. Астапович. В. Волков, В. Кудревич, М. Лебедева, Л. Леятман, М. Малевич, М. Севрук, М. Филиппович, Н. Головченко и др. В годы Великой Отечественной войны средства акварели очень широко использовали художники, которые рисовали карикатуры и плакаты. В 1950—1960-е значительно расширились изобразительные приемы, техника акварели, а вместе с этим стали известны произведения В. Цвирко, В. Стельмашонка, Л. Марченко, А. Паслядович, В. Павловца, Т. Ващенко, И. Протасени и других.

### Иконопись

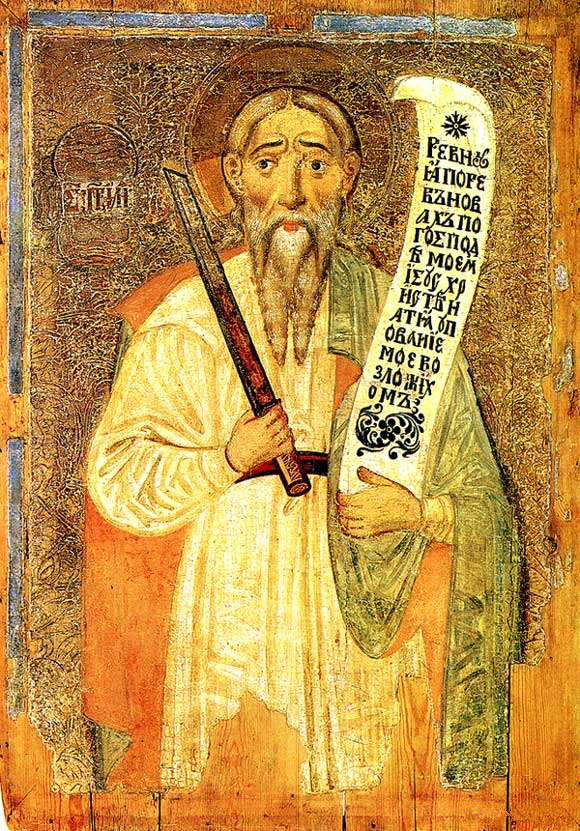
Илья, 1668

Белорусская иконописная школа — один из уникальных составляющих мировой художественной культуры. Процесс ее становления и процветания в своей самобытности растягивается на несколько веков.

## Скульптура в Беларуси

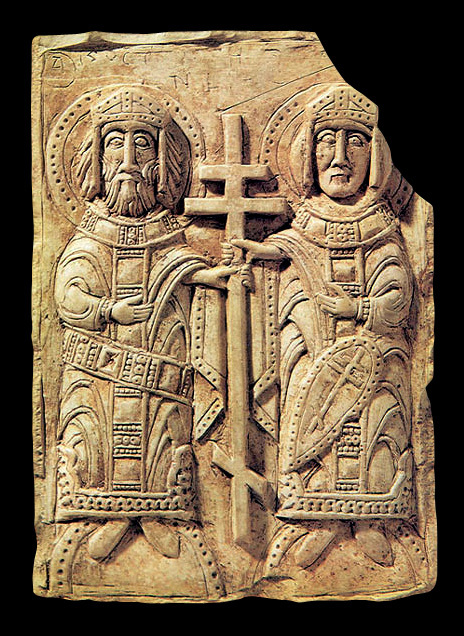
Образок с изображением Константина и Елены, Полоцк

На территории Беларуси наиболее ранние памятники скульптуры, найденные при раскопках на стоянке Осовец и связанные с культом предков, относятся к каменному веку. В начале X в. были созданы миниатюрные костяные фигурки птиц и животных, а также шкловский идол. В XII—XIII в. были сделаны найденные в Полоцке, Минске, Турове, Пинске каменные и шиферные иконки с рельефными изображениями святых.
В последующие века произведения скульптуры определялись монументальной трактовкой формы, вытянутыми пропорциями фигур. Много мастеров-резчиков — выходцев из Беларуси — в XVII в. работали в Российской государстве, где они украшали дворцы и храмы высокохудожественной резьбой по дереву. Сохранилось немало образцов культовой скульптуры стиля барокко XVII—XVIII в. в костелах и униатских храмах Беларуси. В XVII—XVIII в. возникла светская скульптура (бюсты магнатов, исторических деятелей). С конца XVIII в. начал развиваться классицизм (черты которого заметны в творчестве К. Ельского), позже реализм (В. Смоковский, Р. Слизень). Черты модернизма присущи произведениям Я. Тышинского, И. Богушевского, В. Бубновского и др. В советский период скульпторы создавали портреты, памятники деятелям революционного движения, истории и культуры, партийным руководителям, партизанам и др.
В монументальной скульптуры выделяются многофигурные горельефы для Монумента Победы в Минске (З. Азгур, А. Бембель, А. Глебов, С. Селиханов), рельефы на Кургане Славы, в комплексах Брестская крепость-герой (А. Бембель, А. Кибальников), Хатынь (С. Селиханов). В Минске созданы памятники Я. Купале (А. Аникейчик, Л. Гумилевский, А. 3аспицкий), Я. Коласу (З. Азгур), а в Полоцке — Ф. Скорине (А. Глебов) и др.

## Декоративно-прикладное искусство
- Вырезки
- Белорусские расписные ковры